# Parco nazionale La Tigra
Il parco nazionale La Tigra (in spagnolo Parque nacional La Tigra) è un'area naturale protetta che si trova nel centro dell'Honduras, circa 15 km a nordest della capitale Tegucigalpa. 
Istituito nel 1980, è stato il primo parco nazionale del paese.
Il parco è diviso in due zone, la zona nucleo che ha una superficie di circa 7,5 kmq e la zona contigua, la superficie complessiva del parco è di 243.41 km². Il parco si estende su un'area boschiva compresa nella catena centrale dell'Honduras, l'altitudine media del parco è di oltre 2000 m s.l.m., alle quote più elevate è caratterizzato dalla vegetazione tipica della foresta nebulosa.

## Fauna
Tra i mammiferi presenti nel parco vi sono i puma, gli ocelot, cervi dalla coda bianca, pècari, armadilli e opossum. 
L'avifauna comprende oltre 200 specie tra i quali tucani, quetzal, Melanotis hypoleucus, Troglodytes rufociliatus, Atthis ellioti e Lampornis sybillae.

## Flora
Tra le specie presenti vi sono il pino di Montezuma, diverse specie del genere Liquidambar e numerose specie di avocado.

## Visite
Il parco è attraversato da 8 sentieri escursionistici e dispone di due centri informativi situati agli estremi occidentali e orientali del parco. Il centro visite principale, con il museo della storia del parco, si trova nel centro abitato di El Rosario a 1.650 m s.l.m..